# Sichuan-Becken

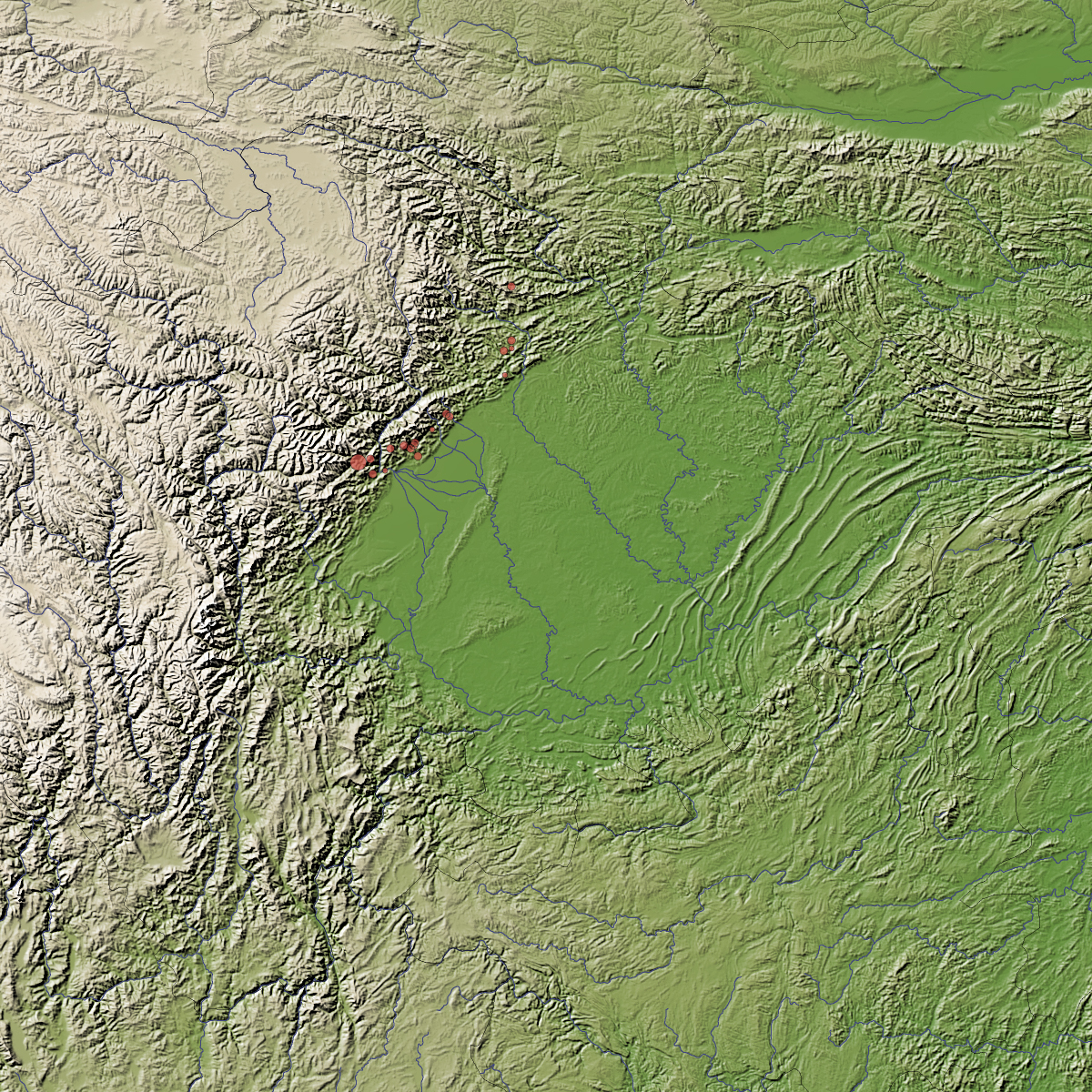
Sichuan-Becken

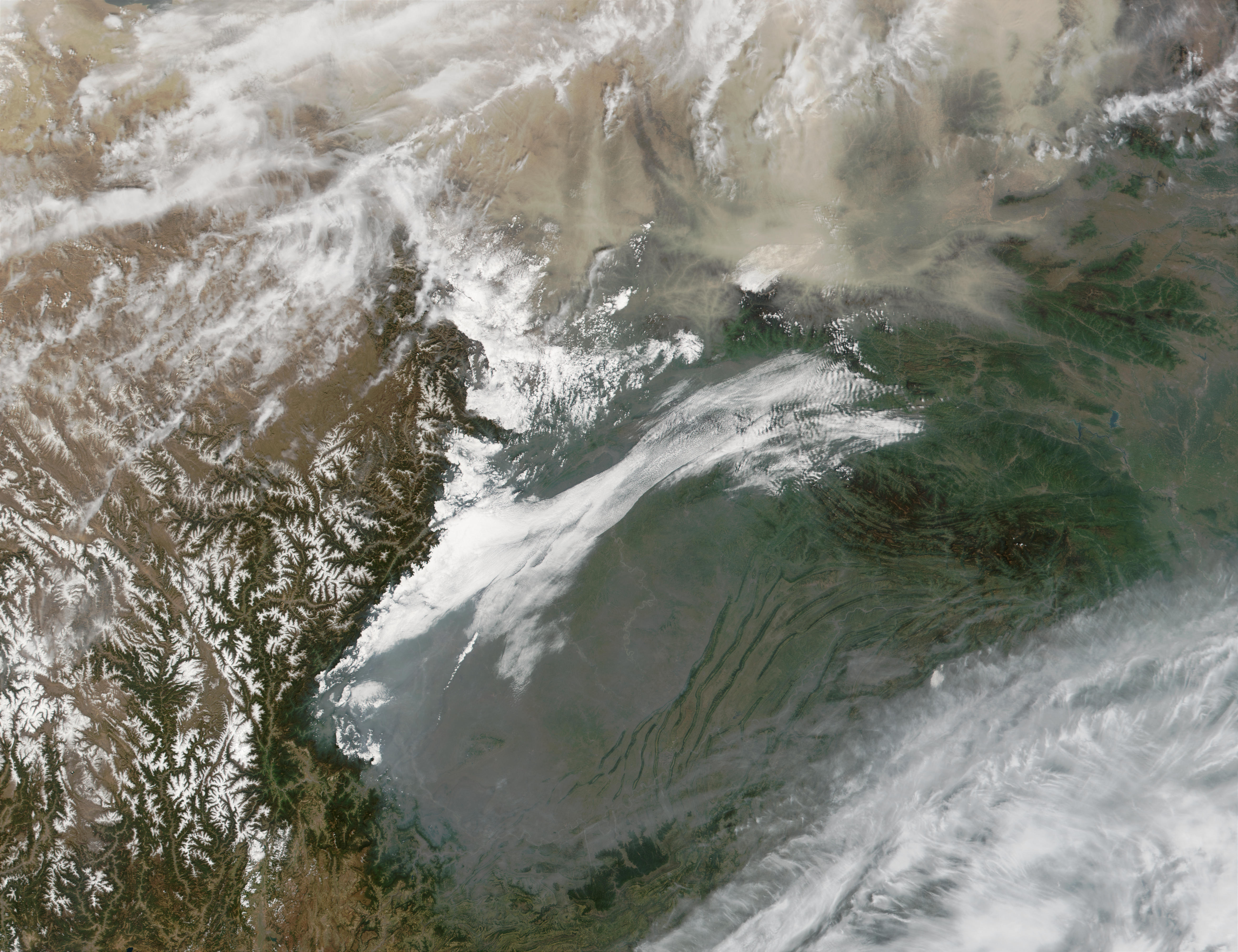
Satellitenbild des Sichuan-Beckens

Das Sichuan-Becken (chinesisch 四川盆地, Pinyin Sìchuān péndì), das wegen seiner roten bzw. purpurroten Böden auch unter dem Namen Rotes Becken (紅色盆地 / 红色盆地,  hóngsè péndì oder 赤色盆地,  chìsè péndì) bekannt ist, ist eine Senke am Oberlauf des Jangtse im Osten der Provinz Sichuan und im Westen der regierungsunmittelbaren Stadt Chongqing in Südwest-China.

## Geographie
Das Becken ist von annähernd rechteckiger Gestalt und erstreckt sich in Südwest-Nordost-Richtung über etwa 600 km Länge und 380 km Breite. Es besitzt somit eine Fläche von etwa 200.000 Quadratkilometern und wird fast vollständig umgrenzt von Gebirgen: dem Wu Shan im Osten, Dalou Shan und Daliang Shan im Süden, dem Qionglai Shan und Min Shan im Westen, dem Daba Shan und Micang Shan im Norden. Diese Gebirge waren früher der Grund für die Abgeschlossenheit des Gebietes, das nur über einen Fluss im Norden und einen im Süden zugänglich war.
Die Geländeoberfläche im Becken liegt 400 bis 800 Meter über dem Meeresspiegel.
Es wird von zahlreichen Flüssen durchflossen. Die größten Flüsse sind Min Jiang, Tuo Jiang, Jialing Jiang und Wu Jiang, die alle im gebirgigen Westen der Provinz Sichuan entspringen. Auf sie geht der chinesische Name der Provinz Sichuan – „Vier Flüsse“ – zurück. Sie durchfließen das Becken und münden in den Jangtse. Im westlichen Teil des Gebiets liegt die Chengdu-Ebene mit ihrem fruchtbaren Boden.
Das Becken ist ein wichtiges landwirtschaftliches Produktionsgebiet und birgt reiche Bodenschätze.

### Klima

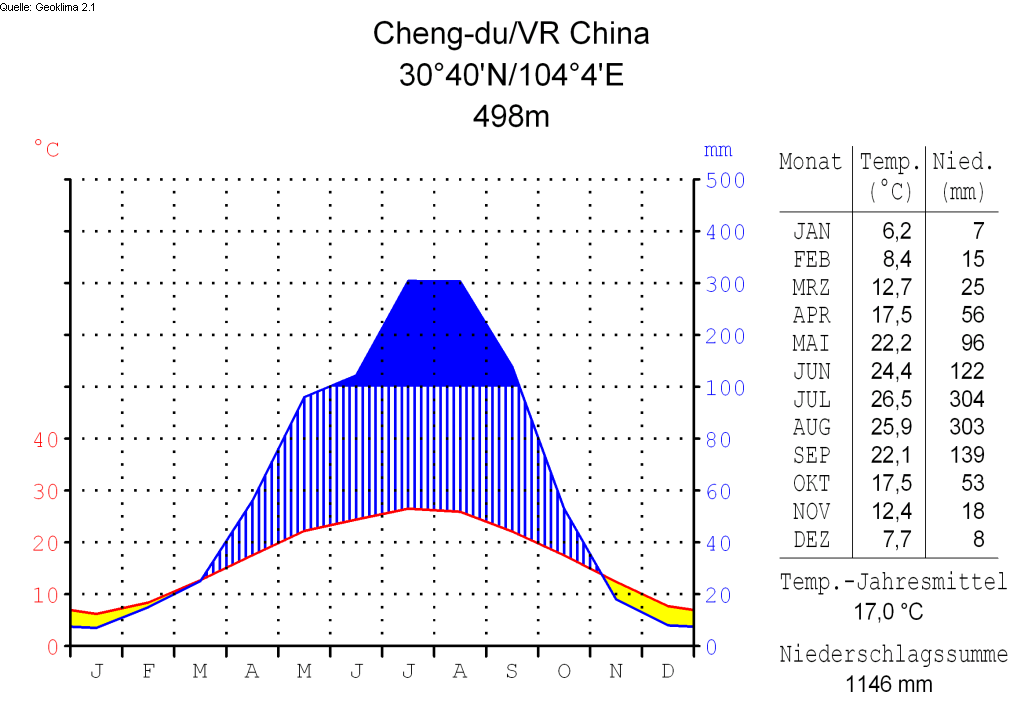
Klimadiagramm von Chengdu

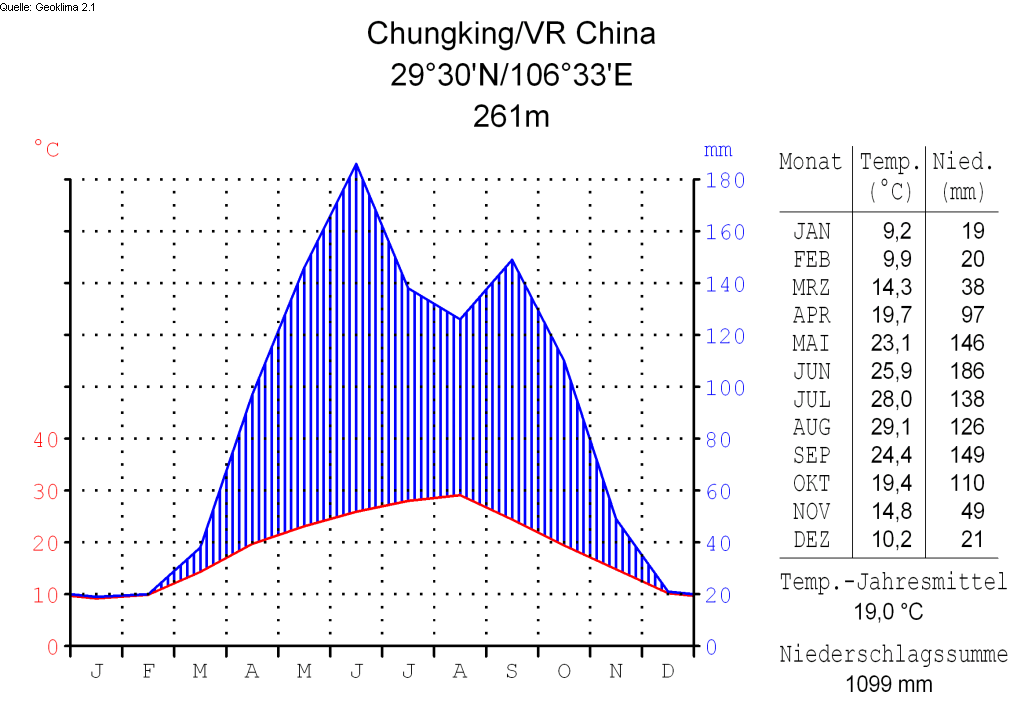
Klimadiagramm von Chongqing

Das Klima im Sichuan-Becken ist ausgeglichen. Es weist heiße, feuchte Sommer und milde, ebenfalls feuchte Winter auf. Niederschläge fallen das ganze Jahr über, die jährliche Niederschlagsmenge beträgt im Mittel 1.000 mm. Drei Viertel der Niederschläge fallen in den Monaten Mai bis September. Die Gebirge im Norden und Osten schirmen das Becken gegen kontinentale Kaltluft ab, während die niedrigeren Bergzüge im Süden wärmeren subtropischen Luftmassen den Zutritt zum Becken nicht verwehren können. Deshalb liegt die mittlere Temperatur im Januar zwischen 5 und 11 °C, im Juli erreicht sie fast 30 °C. Die klimatischen Bedingungen erlauben fast das ganze Jahr über landwirtschaftliche Aktivitäten, die Wachstumsperiode beträgt 11 Monate. Diese günstigen Voraussetzungen haben dazu geführt, dass schon seit 2.000 Jahren im Sichuan-Becken intensiv Landwirtschaft betrieben wird.

## Geologie
Das Sichuan-Becken ist Teil des Yangtse-Mikrokontinents oder -Kratons, der sich im späten Proterozoikum bildete (850 bis 700 Ma). Bis in die mittlere Trias war der Mikrokontinent von offenem Meer umgeben, während sich auf ihm Sedimente des flachen Meeres ablagerten. Das Sichuan-Becken nahm in ersten Umrissen Gestalt an, als der Yangtse-Kraton im frühen Mesozoikum während der Indosinischen Orogenese an seiner Nordwestseite zunächst mit dem Songpan-Ganzi-Block zusammenstieß. Danach kollidierten diese beiden Mikroplatten auch mit dem Nordchinesisch-Koreanischen Block im Norden und Tibet im Westen, so dass der Yangtse-Kraton fester Bestandteil der Eurasischen Platte wurde.
Heute liegt das Becken am Südostende des Tibet-Kollisions-Orogens, das durch den Zusammenstoß der indischen mit der asiatischen  Kontinentalplatte entstanden ist. Während es vor allem im Nordwesten seit dem Proterozoikum fast durchgehend Ablagerungsraum war und bis zu 12 km Sedimente aufnahm, ist es in den letzten 10 Millionen Jahren vor allem im Zentrum und an seiner Südostseite gehoben worden, so dass stellenweise bis zu 5 km Sediment wieder erodiert wurden. Nur in seinem nordwestlichen Teil zeigen mächtige Ablagerungen des Pliozäns und Pleistozäns andauernde Absenkung an.

### Geologischer Bau
Das Sichuan-Becken ist geologisch dreigeteilt. Im Nordwesten nimmt die nordwestliche Senke (Northwestern Depression) als Vortiefe des Longmenshan-Faltengürtels mächtige Sedimentserien auf. Das zentrale Sichuan-Becken (Central Uplift) weist flach liegende oder nur sanft gewellte Schichten auf, während das südöstliche Drittel (Southeastern Fold Belt) durch eine Vielzahl lang aushaltender Faltenzüge gekennzeichnet ist.
Das Becken ist auf allen Seiten von Falten- und Überschiebungsgürteln umgeben. Die Nordwestseite des Beckens wird von den vor der Kollision Indiens mit Asien nach Südosten ausweichenden Gesteinen des Longmenshan Falten- und Überschiebungsgürtels (龍門山褶皺沖斷帶 / 龙门山褶皱冲断带,  Lóngmén shān zhězhòu chōng duàndài, englisch Longmenshan fold and thrust belt) an einer Überschiebungszone überfahren. Die Falten- und Überschiebungsgürtel des Min Shan und Daba Shan im Nordosten verlaufen quer zu den übrigen geologischen Strukturen des Sichuan-Beckens. Ähnlich wie der Longmenshan-Faltengürtel sind hier proterozoische und paläozoische, zum Teil metamorphe Gesteine auf die mächtigen Serien der Trias und des Jura überschoben. Die Südostseite ist von den Falten und Überschiebungen des Qiaoshan-Faltengürtels betroffen, der nach Südosten außerhalb des Beckens immer ältere Schichten durch Überschiebungen und Verschuppungen an die Oberfläche bringt. Im Südwesten wird das Becken begrenzt durch den Xichang-Yunnan-Faltengürtel, einer kompliziert gebauten Zone, die sich über 1.400 km von Qinghai bis ins südliche Yunnan erstreckt. An ihr haben bedeutende linksseitige Horizontalverschiebungen stattgefunden. Seine Westseite wird von der heute noch aktiven Anninghe-Verwerfung und der Xianshuihe-Verwerfung gebildet.

#### Longmenshan-Verwerfungszone

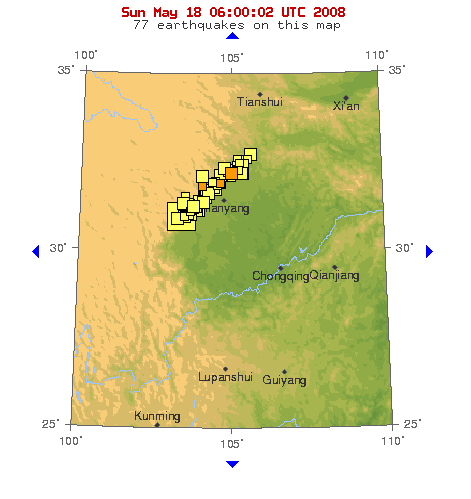
USGS-Karte des Erdbebens in Sichuan 2008: Zahlreiche Nachbeben zeichnen den Verlauf der Verwerfungszone nach

Die nach dem Gebirge Longmen Shan benannte seismisch aktive Longmenshan-Verwerfungszone, die als Ursache der Katastrophe des Erdbebens vom 12. Mai 2008 gilt, liegt am Nordwest-Rand des Beckens. Sie ist Bestandteil des Longmenshan Falten- und Überschiebungsgürtels. Der Kreis Wenchuan, der Ort des Epizentrums des Bebens, liegt im Longmenshan-Erdbebengürtel (龙门山地震带,  Longmen Shan dizhendai).
Die Verwerfungszone ist regelmäßig der Ort kleinerer und größerer Erdbeben. Das Auftreten eines stärkeren Bebens ungefähr im Bereich des Bebens von 2008 wurde von chinesischen Wissenschaftlern im Jahre 2006 vorhergesagt.

#### Nordwestliche Senke
Die nordwestliche Senke wird von einem bis zu 12 km mächtigen keilförmigen Sedimentstapel gefüllt, der nach Südosten in Richtung auf das zentrale Becken wesentlich ausdünnt. Durch die stetige und auch heute noch andauernde Ablagerung von Verwitterungsschutt aus den westlichen Gebirgen wurden eine im Wesentlichen flache Ebene geschaffen, dies vor allem im südwestlichen Teil des Beckens in der Ebene um Chengdu. Geologische Profile zeigen, dass die Senke von Nordwesten her durch den kompliziert aufgebauten Longmenshan Falten- und Überschiebungsgürtel überfahren wird. Er ist aufgebaut aus dicken Überschiebungskörpern von granitischen Gesteinen des Proterozoikums und Sedimentgesteinen des Paläozoikums. Im vorderen Teil des Überschiebungsgürtels, der an das Rote Becken angrenzt, liegt die unterste Abscherungsfläche auf der Höhe des Proterozoikums oder Kambriums. Sie steigt nach Südosten bis in mesozoische Gesteine auf. Hier sind auch Gesteine betroffen, die dem Sichuan-Becken zugehört haben, dieses erstreckt sich geologisch gesehen also noch ein Stück unter den Überschiebungsgürtel.
Die gebirgsbildenden Bewegungen, die das untere Paläozoikum des frontalen Longmenshan-Faltengürtels und das Mesozoikum der nordwestlichen Senke erfasst haben, gehen auf die Kollision Indiens mit Asien zurück.

#### Zentrales Sichuan-Becken
Das zentrale Sichuan-Becken wird an der Oberfläche unterlagert von Gesteinen des Jura, die flach nach Nordwesten in Richtung auf die nordwestliche Senke einfallen. Die Schichten sind nur mäßig von Verbiegungen oder Falten betroffen. Typisch für den Baustil dieses Gebietes sind breite Antiklinalen, die die gesamte Schichtenfolge umfassen und deren Flanke lokal von Abschiebungen betroffen sind. Gesteine des Silur bis Karbon  und die der Kreide wurden infolge wiederholter Hebung und Erosion abgetragen, so dass die gesamte Schichtenfolge hier etwa 6 km mächtig ist.

#### Südöstliches Faltengebiet
Das südöstliche Faltengebiet ist gekennzeichnet von lang gezogenen, spitzen Sätteln, die auch an der Oberfläche sichtbar sind, und sich als schmale Hügelrücken über viele Kilometer hinziehen. Sie bestehen aus Sandsteinen der Trias und des Jura, während die breiten und flachen Mulden dazwischen aus Tonsteinen des Jura bestehen. Die Form und Anordnung der Falten ist ein Hinweis auf einen Abscherungshorizont unter dem gesamten Faltengebiet. Die Konstruktion geologischer Profile hat ergeben, dass dieser im Niveau der kambrischen Schiefer in etwa 7 km Tiefe liegen muss. Von ihm zweigen Überschiebungen ab, die im Kern der Sättel blind enden. Das Faltengebiet ist der frontale Teil des Qiaoshan-Faltengürtels.

### Schichtenfolge
Das Sichuan-Becken ist ausgezeichnet durch auf weite Strecken flach liegende Schichten des Neoproterozoikums, Paläozoikums und frühen Mesozoikums, die von mächtigen Sedimentserien der Trias bis Kreide überlagert werden.
| Ära           | System     | Formation            | Mächtigkeit (m) | Gesteine                                                       |
| Känozoikum    | Quartär    |                      | 0 – 380         | Kies, Sand, Ton                                                |
| Mesozoikum    | Neogen     |                      | 0 – 300         | Konglomerate, Sandsteine                                       |
| Mesozoikum    | Paläogen   |                      | 0 – 800         | Rotbraune Siltsteine, Sandsteine                               |
| Mesozoikum    | Kreide     |                      | 0 – 2.000       | Rotbraune Siltsteine, Sandsteine, sandige Konglomerate, Mergel |
| Mesozoikum    | Jura       | Penglai              | 650 – 1.400     | Graue Sandsteine, rote Siltsteine, konglomeratische Sandsteine |
| Mesozoikum    | Jura       | Suining              | 340 – 500       | Rote Siltsteine                                                |
| Mesozoikum    | Jura       | Shaximiao & Qianfoya | 600 – 2.800     | Rote und grüne Siltsteine, Sandsteine, dunkelgraue Tonsteine   |
| Mesozoikum    | Jura       | Ziliujing            | 200 – 900       | Graue Tonsteine, Mergel, Schillkalke                           |
| Mesozoikum    | Trias      | Xujiahe              | 250 – 3.000     | Dunkelgraue Tonsteine, Sandsteine, Kohle                       |
| Mesozoikum    | Trias      | Leikoupo             | 900 – 1.700     | Kalksteine, Dolomite, Anhydrit                                 |
| Mesozoikum    | Trias      | Jialingjiang         | 900 – 1.700     | Kalksteine, Dolomite, Anhydrit                                 |
| Mesozoikum    | Trias      | Faixianguan          | 900 – 1.700     | Rote Ton- und Siltsteine, mikritische Kalksteine               |
| Paläozoikum   | Perm       | Talung & Wujiaping   | 200 – 500       | Kalksteine, Tonsteine, Kohle                                   |
| Paläozoikum   | Perm       | Maokou & Qixia       | 200 – 500       | Kalksteine, schwarze Tonsteine                                 |
| Paläozoikum   | Karbon     |                      | 0 – 500         | Dolomite, Kalksteine                                           |
| Paläozoikum   | Silur      |                      | 50              | Grüne Tonsteine, kalkhaltige sandige Siltsteine                |
| Paläozoikum   | Silur      |                      | 400 – 900       | Schwarze Tonsteine, siltige Sandsteine                         |
| Paläozoikum   | Ordovizium |                      | 250 – 610       | Kalksteine, Tonsteine, Sandsteine                              |
| Paläozoikum   | Kambrium   |                      | 220 – 420       | Kalksteine, Tonsteine                                          |
| Paläozoikum   | Kambrium   |                      | 225 – 900       | Schwarze Tonsteine, Siltsteine, sandige Tonsteine              |
| Proterozoikum | Sinium     |                      | 200 – 1.100     | Dolomite mit Stromatolithen, Schiefer                          |
| Proterozoikum | Sinium     |                      | 0 – 400         | Sandige Konglomerate, Tonsteine, Andesit, Rhyolith, Tuff       |
| Proterozoikum | Prä-Sinium |                      |                 | Schiefer, Marmor, Phyllit, Granit                              |

### Bodenschätze
Die Gesteine des Silurs, Perm und der Trias besitzen die Eigenschaften von Erdöl-Muttergesteinen, die zur Entstehung ausgedehnter Erdgasreserven geführt haben. Die Lagerstätten sind vor allem an die Faltenstrukturen des zentralen und südöstlichen Beckens gebunden. Weitere Bodenschätze im Sichuan-Becken sind Kohle, Erze, Salz und Phosphor.